# Дударов, Темир-Булатович-Казбекович
Темир-Булатович-Казбекович Дударов (1844 — 6 (19) декабря 1912, Санкт-Петербург) — российский военачальник, генерал-лейтенант.

## Биография
Представитель осетинского аристократического рода Дударовых. После окончания 2-го кадетского корпуса — военно-учебного заведения для получения высшего военного образования, служил в артиллерийских частях российской императорской армии.
С 1879 года командовал 2-й батареей 39-й артиллерийской бригады 39-й пехотной дивизии в составе 1-го Кавказского армейского корпуса.
С 1895 года — командир 3-го дивизиона 4-й артиллерийской бригады 4-й пехотной дивизии 6-го армейского корпуса.
В 1900 году Дударов был произведен в генерал-майоры и назначен командиром 2-й Туркестанской артиллерийской бригады, во главе которой находился до 1903 года.
С 1.07.1903 г. — инспектор артиллерии 2-го Туркестанского армейского корпуса.
В 1904 году был произведён в генерал-лейтенанты и уволен в отставку .
На сходе мусульман Владикавказа в июне 1909 года среди других уважаемых осетин был избран членом комитета по надзору за состоянием местной мечети, кладбища, школы, контролем за сбором денежных пожертвований. Комитет управлял всем приходским имуществом, изыскивал средства для прихода, собирал пожертвования, вел административное делопроизводство.
Похоронен на Магометанском кладбище в Санкт-Петербурге.